# Giri choco
Il Giri choco (義理チョコ? lett. "cioccolato d'obbligo") è il cioccolato che le donne giapponesi regalano agli uomini il giorno di san Valentino. Si tratta di cioccolato relativamente economico (a differenza dell'Honmei choco) che le donne regalano ai colleghi di lavoro e ai superiori, ai conoscenti e ad altri uomini con i quali non hanno legami di tipo sentimentale.
Gli uomini che ricevono il Giri choco ricambiano il dono il giorno del White Day, che si celebra il 14 marzo.